# Ryszard Bąk
Ryszard Józef Bąk (ur. 8 marca 1889 w Wyrach, zm. 4 grudnia 1965) – polski przedsiębiorca, działacz narodowy na Górnym Śląsku, kupiec.

## Życiorys
Urodził się 8 marca 1889 w Wyrach, w rzemieślniczej rodzinie Aleksandra i Wiktorii z domu Żur. W 1909 r. ukończył Państwową Szkołę Budownictwa w Katowicach. Był jednym z założycieli Polskiej Organizacji Wojskowej Górnego Śląska, której został komendantem w Mikołowie (po dekonspiracji komendanta E. Kleinerta). W 1919 r. objął funkcję naczelnika reaktywowanego gniazda Towarzystwa Gimnastycznego „Sokół”. Dowodził 180-osobowym oddziałem, który miał za zadanie w I powstaniu śląskim opanować Mikołów. Podzielił go na trzy oddziały, które zaatakowały Grenzschutz. Jednak po dwóch godzinach walki nie udało się wyprzeć Niemców z Mikołowa. W 1920 r. objął kierownictwo nad Polskim Komitetem Plebiscytowym. W III powstaniu śląskim był adiutantem dowódcy podgrupy „Linke” podległej Janowi Wyglendzie – szefowi sztabu grupy północnej wojsk powstańczych. W 1922 r. awansowany do stopnia podporucznika w Wielkopolskiej Szkole Podchorążych Piechoty.
W okresie międzywojennym prowadził hurtownię tytoniu w Mikołowie. Został prezesem Towarzystwa Śpiewu „Harmonia” oraz aktywnym członkiem Bractwa Kurkowego. W latach 1935–1938 wraz z żoną Józefą nabył 120 ha ziemi w Gorzanach pod Inowrocławiem. Prowadził równocześnie sklep delikatesowy w Rynku w Mikołowie.
W 1939 r. zorganizował kompanię specjalną, do której zgłosiło się 180 ochotników. Kompania brała udział w najbardziej krwawych bitwach na ziemi górnośląskiej na linii Wyry – Gostyń i Sośniej Górze (dzisiejsza dzielnica Mikołowa, Mokre). W latach 1939–1945 Niemcy ścigali go listem gończym. Ukrywał się jako zarządca majątku pod Koninem pod nazwiskiem Bonk.
Po wojnie założył firmę budowlaną i wyremontował Mikołowski Dom Kultury oraz kościół ewangelicki. Prowadził też sklep galanteryjny w Mikołowie.
Zmarł 4 grudnia 1965. Pochowany został na cmentarzu Parafii św. Wojciecha w Mikołowie (sektor 4BP-3-6).

## Ordery i odznaczenia
- Krzyż Srebrny Orderu Virtuti Militari (pośmiertnie, 26 września 1967)[3]
- Krzyż Niepodległości (15 kwietnia 1932)[4]
- Krzyż Kawalerski Orderu Odrodzenia Polski
- Złoty Krzyż Zasługi (24 kwietnia 1946)[5]
- Śląski Krzyż Powstańczy
- Honorowy Krzyż Plebiscytowy